# Bulbophyllum origami
Bulbophyllum origami är en orkidéart som beskrevs av Jaap J. Vermeulen. Bulbophyllum origami ingår i släktet Bulbophyllum och familjen orkidéer. Inga underarter finns listade i Catalogue of Life.